# 아미 돌렌즈
에이미 돌런즈(Ami Dolenz, 1969년 1월 8일 ~ )는 미국의 배우, 영화 제작자이다.
버뱅크에서 태어났다.

## 영화
- 2012 둠즈데이 (2008년)
- 데몰리션 U (1997년)
- 사이버 러브 (1995년)
- 라이프 101 (1995년)
- 펌프킨헤드 2 (1994년)
- 레스큐 미 (1993년)
- 외계인 새 엄마 (1993년)
- 화이트 울프 (1993, White Wolves: A Cry in the Wild II)
- 위치보드 2 (1993년)
- 틱스 (1993년)
- 미라클 비치 (1992년)
- 쟈킬의 환생 (1991년)
- 4인조 기동 결사대 (1990년)
- 댄서 페이드 (1990년)
- 내 인생은 나의 것 (1989년)
- 연애학개론 (1987년)